# Диаграма на Нолан
Диаграмата на Нолан е схема, описваща политическите възгледи чрез две координати, изразяващи отношението съответно към личната и към икономическата свобода. Тя е използвана за пръв път от американския либертарианец Дейвид Нолан, основател на Либертарианската партия, като алтернатива на традиционното разграничение ляво-дясно. Чрез нея той се опитва да демонстрира разграничението на либертарианството, както от левия либерализъм, който според Нолан, защитава само личната свобода, така и от десния консерватизъм, който според Нолан, защитава само икономическата свобода.

## Позиции
В диаграмата на Нолан по хоризонталната ос е нанесено отношението към икономическата свобода, а по вертикалната – отношението към личната свобода. Тя е разделена от осите на четири квадранта. Горният ляв квадрант съответства на възгледите на левицата. Тя подкрепя по-високи данъци и правителствени разходи за дейности като социални грижи, здравеопазване, образование, култура, както и ограничения върху свободната търговия и различни регулации на стопанската дейност. В същото време левицата поддържа личния избор по въпроси като употребата на марихуана, хомосексуалността или военната служба.
Точно обратното, в долния десен квадрант е разположена традиционната десница, подкрепяща голяма икономическа свобода и ниска степен на лична свобода. Тя се застъпва за ниски данъци и по-малко социални разходи, но поддържа регулирането от правителството на културата и личното поведение. Диаграмата на Нолан поставя неговата собствена идеология в горния десен ъгъл, а долният ляв представлява антиподът на неолиберализма. Първоначално Нолан нарича тези възгледи популизъм, но в по-късните версии на диаграмата най-често се използва определението авторитаризъм.

## Вариации
Диаграмата се използва в различни модификации и графични интерпретации. Съществуват и различни методи за оценка на положението спрямо координатните оси. Тя служи за основа на множество политически тестове, някои от които могат да бъдат попълвани в Интернет (вижте Външни препратки). Авторите на тези тестове често споделят неолиберални възгледи и според техните противници се опитват чрез тях да привлекат нови привърженици на своята идеология.

## Критика
Според критиците на диаграмата на Нолан и на подобни схеми по принцип, в най-добрия случай тя представлява лъженаучна илюстрация на дадена политическа гледна точка. По своята същност тя е опростено обобщение, макар и в по-малка степен от едноизмерното разположение ляво-дясно. Друг проблем пред ефективността на диаграмата е, че и двете страни в актуални спорове, като например забраната на абортите или на притежаването на оръжие, използват като аргумент личната свобода.
Според много изследователи не съществува ясно разграничение между икономическа и лична свобода. Сред противниците на диаграмата има и крайни неолиберали, според които няма съществена разлика между правителствената намеса в стопанската и личната област, така че е достатъчно използването на само една ос либерализъм-авторитаризъм, съответстваща на главния диагонал в диаграмата на Нолан.